# Алью Сіссе
Алью Сіссе (фр. Aliou Cissé, нар. 24 березня 1976, Зігіншор) — сенегальський футболіст, що грав на позиції захисника. Згодом — футбольний тренер, з 2025 року очолює тренерський штаб  збірної Лівії.
Виступав за низку французьких та англійських клубів, а також національну збірну Сенегалу.

## Клубна кар'єра
У дорослому футболі дебютував 1994 року виступами за команду клубу «Лілль», в якій провів три сезони, взявши участь лише у 6 матчах чемпіонату. 
Протягом 1997—1998 років захищав кольори команди клубу «Седан».
Своєю грою за останню команду привернув увагу представників тренерського штабу клубу «Парі Сен-Жермен», до складу якого приєднався 1998 року. Відіграв за паризьку команду наступні три сезони своєї ігрової кар'єри.
Згодом з 2001 по 2008 рік грав у складі команд клубів «Монпельє», «Бірмінгем Сіті», «Крістал Пелес», «Портсмут» та «Седан».
Завершив професійну ігрову кар'єру у нижчоліговому клубі «Нім-Олімпік», за команду якого виступав протягом 2008—2009 років.

## Виступи за збірну
2000 року дебютував в офіційних матчах у складі національної збірної Сенегалу. Протягом кар'єри у національній команді, яка тривала 6 років, провів у формі головної команди країни 33 матчі.
У складі збірної був учасником чемпіонату світу 2002 року в Японії і Південній Кореї, Кубка африканських націй 2002 року в Малі, де разом з командою здобув «срібло», а також Кубка африканських націй 2004 року в Тунісі.

## Тренерська кар'єра
Першим тренерським досвідом Сіссе стала робота в тренерському штабі аматорського французького клубу «Луан Куїзо».
На початку 2012 року Алью Сіссе увійшов до тренерського штабу національної збірної Сенегалу, який очолював Амара Траоре. Після провального Кубка африканських націй 2012 року Траоре був звільнений і Сіссе протягом лютого-квітня виконував обов'язки головного тренера, після чого знову став асистентом Алена Жиресса. Проте і наступний Кубок африканських націй 2015 року Сенегал провалив, після чого Жиресс покинув посаду, а Сіссе у березні був призначений головним тренером збірної.
Вивів до команду до фінальної частини чемпіонату світу 2018 року.

## Титули і досягнення
- Переможець Кубка африканських націй: 2021
- Срібний призер Кубка африканських націй: 2002, 2019